# Takfarinas
Pour les articles homonymes, voir Tacfarinas (homonymie).
Takfarinas, de son vrai nom Hacène Zermani (en kabyle: Ḥsen Zermani, ⵃⵙⴻⵏ ⵥⴻⵔⵎⴰⵏⵉ), né le 25 février 1958 à Tixeraine, dans la banlieue d'Alger, est un chanteur, musicien, auteur-compositeur-interprète algérien kabyle. Il vit en France depuis 1979. Ses textes rendent hommage à la culture kabyle et amazighe, mais s’en échappent quelquefois pour aller vers des appels engagés qui constituent sa signature. Il nomme le style musical dans lequel il s'investit « yal ». Takfarinas contribue à populariser la musique kabyle en Europe.
Son style et sa musique, d’amour et de fraternité, se sont développés au-delà de son pays l'Algérie. Une musique qui incarne la joie de vivre ensemble et qui bannit le fanatisme et l'extrémisme. Un combat de plusieurs poètes kabyles et artistes kabyles.

## Biographie
Issu de la quatrième génération d'une famille de musiciens, il est le fils de Mohand Zermani et Fatima Dgui et grandit à Tixeraine dans la proche banlieue d'Alger. Déjà vers l'âge de six ans, il improvise la fabrication d'une guitare avec un bidon d'huile de moteur de voiture et des câbles en métal de freins de vélo. Très tôt le jeune Takfarinas s'intéresse aux artistes de chaâbi comme M'Hamed El Anka, Cheikh El Hasnaoui (le "chantre de l'amour"), Slimane Azem (le "chantre fabuliste"). Takfarinas possède une voix timbrée au registre large et impose une création et un style musical très personnels à plusieurs facettes. L'instrumentation préférée de Takfarinas est d'accompagner ses chansons par un mandole électrique qui permet des sonorités à deux genres: mâle et femelle, caractérisée par la musique berbère.
En 1976, il enregistre sa première cassette à Alger, mais c'est en 1979 qu'il assoit son image de chanteur : il se produit en première partie d'un concert d'Idir à l'Olympia et enregistre son premier album en France.
En 1981, Takfarinas forme le groupe Agraw, en duo avec Boudjemaa Semaouni, qui durera quelques années, avant son départ en 1984.
Il poursuit alors sa carrière en solo et sort en 1986 deux albums : Way Telha et Arrach, qui se vendent à 1 million d'exemplaires. En 1989, il se fait une renommée sur la scène internationale avec la sortie de son double CD « Irgazen (les hommes) » et « ini-d ih (dis oui !) ».
En 1994, Takfarinas sort un autre album, intitulé « Yebba romane (La grenade est mûre) », bien classé au World Music Europe Charts, mais c'est avec son album « Yal », et notamment le tube « Zaâma Zaâma » qu'il obtient un succès international.
En 2004, Il sort un album intitulé « Honneur aux dames », où Takfarinas exprime une révolte face à l'oppression des femmes algériennes. Il participe le 9 avril 2006 sur la scène de la Cité de la musique à Paris à un concert donné dans le cadre d'un cycle « chanteurs kabyles » au côté de Idir.
Pour le titre Torero, Takfarinas fait appel à Farid Dms Debah pour la réalisation du clip. Takfarinas réoriente son style avec l'album « Paix et salut », en hommage aux artistes algériens victimes de la répression.
En 2011, il sort un autre double album : « Lwaldine (Les parents) » et « Inchallah (Si dieu le veut) ».
En 2021, le chanteur kabyle Takfarinas revient sur le devant de la scène et annonce la sortie de deux albums, intitulés « Ul-iw Tsayri (Mon cœur est Amour) » et « Yemma Lezzayer-iw (Ma mère [mon] l’Algérie) ». Ce « double album » sera disponible le 18 juin.

## Récompenses
En 1999, il remporte un Kora Awards de Meilleur Artiste Nord-Africain.